# Авермектин

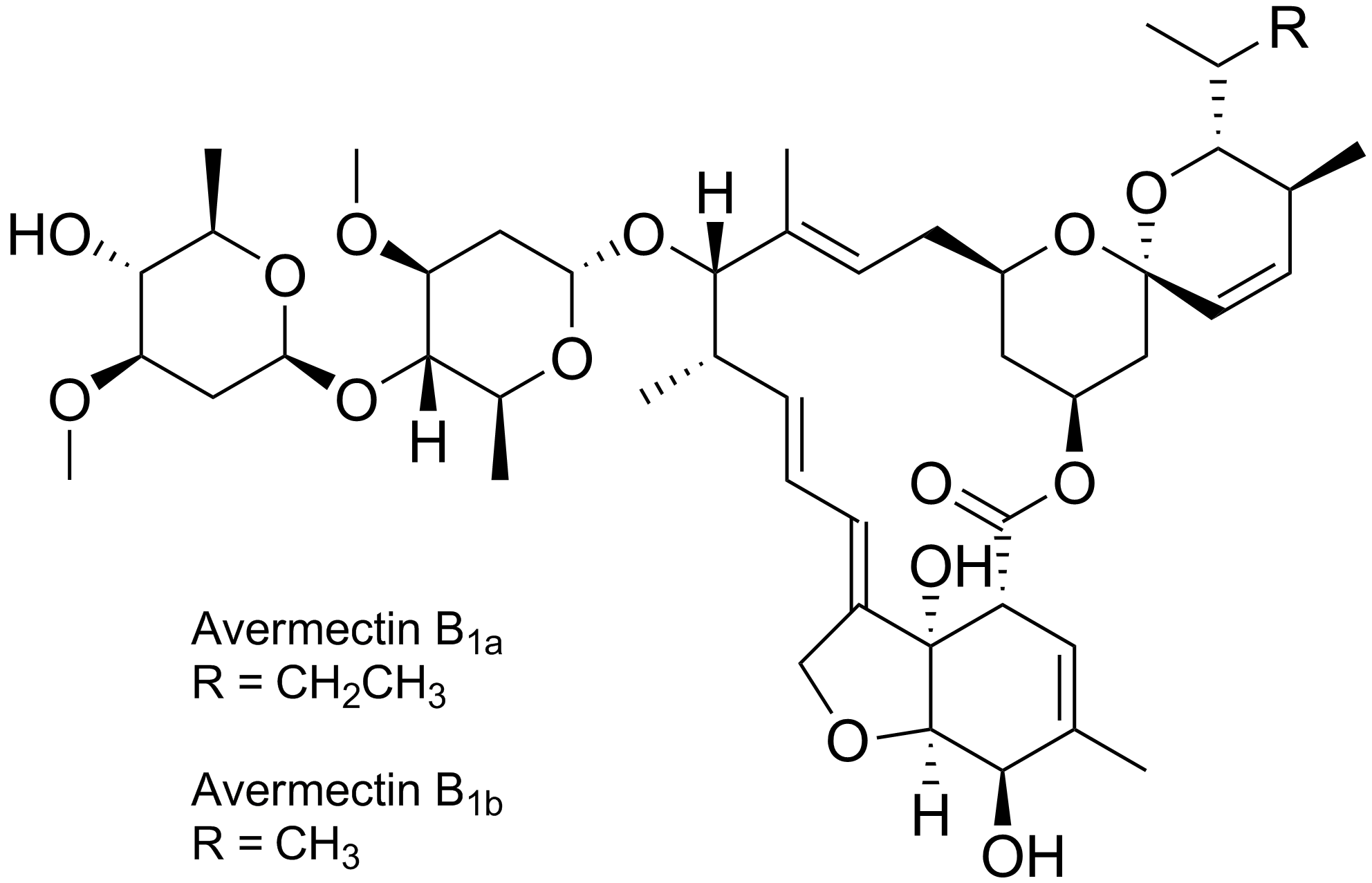
Молекулярна структура авермектинів

Авермектини вперше були виділені з продуктів життєдіяльності ґрунтових мікроорганізмів — актиноміцетів виду Streptomyces avermitilis наприкінці 70-х років. В процесі досліджень було виявлено, що авермектини мають виключно високу активність і широкий спектр антипаразитарної дії. Перший опис культури Streptomyces avermitilis як продуценту авермектинів з'явився у 1978 році в роботах Берга, Міллера. В працях [1, 2] відмічається, що культура продукує, як правило, чотири основних форми авермектинів — А1, А2, В1, В2, які відрізняються радикалами. В свою чергу, кожен компонент має 2 форми ізомерів : а та в. Комплекс, що містить 8 авермектинів дістав назву — аверсектин.
За хімічною структурою кожен компонент авермектинового комплексу являє собою макролід з макроциклічного лактону, зв'язаного з дісахаридом діолеандрозою. Лактонна частина утворюється з тих нижчих жирних кислот, які є попередниками у біосинтезі жирних кислот у клітинах актиноміцетів [1, 2].
Авермектини мають виключно високу активність і широкий спектр антипаразитарної дії. Вони активні щодо екзо- та ендопаразитів тварин (кліщів, нематод, бліх, вошей тощо), а також фітонематод та комах — шкідників рослин (крапчастий і павутинні кліщі, міль, попелиця та ін.) [1, 3, 4].
Авермектини характеризуються вибірковою направленістю дії: вони пригнічують синтез речовин, що виконують роль медіаторів при перенесенні нервового імпульсу у членистоногих та хробаків, внаслідок чого наступає параліч і смерть. У біологічному відношенні найактивніші до фітопаразитів авермектини В1а і В1в.
Рис. 1. Загальна структура авермектинів:
R1 = H в «В» компонентах; R1 = CH3 в «А» компонентах;
R2 = CH2CH3 в «А» компонентах; R2 = СН3 в «В» компонентах.
Х = CH = CH в «1» компонентах; Х = CH2CHOH в «2» компонентах;
Препарати, що нанесені на наземні частини рослин чи внесені у ґрунт не проникають в рослину через кореневу систему, стебло чи листя і доволі швидко розкладаються в аеробних умовах. Період піврозпаду 3-4 тижні. Особливо активний розпад проходить в лужних ґрунтах. В анаеробних умовах розкладання не відбувається. Тому залишки аверсектину в ґрунті дуже незначні, що є нешкідливим для агрокультур, а отже і екологічно безпечно [2].
Відомо, що дотепер в Україні для захисту рослинних культур використовувались переважно пестициди хімічного походження. Ефективність цих отрутохімікатів досить висока, але ж і шкідливий вплив не менше. Наприклад, пестициди хлорорганічної природи зберігаються у ґрунтах до десяти років, а також накопичуються в організмі рослин і тварин. Через рослини ці хімікати потрапляють до організму людини. Більшість із пестицидів мають канцерогенну, мутагенну, а також тератогенну активність, що при екологічних негараздах України, ослабленні здоров'я населення у зв'язку з Чорнобильською катастрофою, постійними стресами, побутовою невлаштованістю, спричиняє шкідливіший в десятки разів вплив.
Отже, отримання і використання препаратів біологічного походження на основі авермектинів — альтернативи використанню отрутохімікатів — необхідна справа, яка б дозволила українцям оздоровити ґрунти своєї країни, потурбуватися про своє здоров'я і про майбутнє своїх нащадків.
В Україні біологічних препаратів на основі авермектинів не вироблялося у зв'язку з
відсутністю власного штаму-продуценту. Але ще 1998 році групою дослідників на чолі з Ісаєнком В. М., у співпраці з вченими Інституту мікробіології та вірусології НАН України ім. Заболотного та фахівцями ВАТ ВНП «Укрзооветпромпостач» було розпочато фундаментальну роботу, метою якої стала розробка та впровадження у виробництво екологічно безпечних антипаразитарних препаратів біологічного походження на основі авермектинів. Роботу було розпочато з пошуку вітчизняного штаму-продуценту авермектинів.
В результаті проведених досліджень було виділено та запатентовано вітчизняний штам-
продуцент авермектинів Streptomyces avermitilis IMV Ac 2161 [5], який задепоновано в
Депозитарії ІМВ НАН України під номером Ас 5006.
Але оскільки активність штаму була недостатньо високою (30-75 мкг/млсп.екстр.) для
промислового використання, було проведено роботи з підвищення біосинтетичної
активності культури. В процесі дослідів використовувались такі відомі мутагени, як
ультрафіолетове випромінювання та гамма-випромінювання.
При обробці штаму Streptomyces avermitilis IMV Ac 2161 УФ-опроміненням було
оброблено десятки моноізолятів культури, використовували різну тривалість опромінення,
перевіряючи після проведення процесу як активність, так і здатність моноізоляту зберігати
придбану властивість до підвищеного продукування авермектинів після декількох пасажів
(пересівів). В результаті проведених дослідів було визначено, що найбільший мутагенний
ефект спостерігається при експозиціях 180 і 210 с, в результаті чого активність штаму Ас
2161 підвищилася до 160 мкг/млсп.екстр., отже саме така тривалість опромінення повинна
використовуватись і для подальшої селекційної роботи.
Для опромінення гама-квантами використовували штам Ас 2161 з активністю 160
мкг/млсп.екстр., доза опромінення 400 Гц. В результаті вдалось підвищити біосинтетичну
активність штаму ще на 62,5%, тобто до значення 260 мкг/см³. Слід відмітити, що отримані
моноізоляти за результатами ТШХ синтезували авермектин В1 в значно більшій кількості
порівняно з вихідним варіантом 2161, а це надзвичайно важливо, оскільки саме компонент
В1, як вже згадувалось, виявляє найвищу серед інших компонентів авермектинового
комплексу антипаразитарну активнісь.
Паралельно проводились роботи з вивчення та оптимізації складу живильного
середовища для культивування Streptomyces avermitilis. З літературних джерел відомо, що на продукування авермектинів значно вливає співвідношення у поживному середовищі С/N [3].
Вплив азотного джерела живлення на синтез авермектинів обумовлене не тільки його
концентрацією, яка виражається співвідношенням С/N, але і якісним складом азотного
субстрату. Метою проведеного дослідження було визначення найкращого джерела азотного
живлення культури Streptomyces avermitilis, при використанні якого у кінцевому продукті — комплексі авермектинів — буде міститись максимальна кількість авермектину В1.
Відомо, що найінтенсивніший біосинтез авермектинів в культурі продуценту
відбувається при співвідношенні С/N = 20 — 23.
В табл.1 представлені результати проведенних дослідів із заміни БВК як джерела азоту
на інші джерела, які стали б рівноцінними БВК.
Концентрація глюкози в середовищі була сталою і становила 6,5 — 7,0% за технічною
вагою. Концентрація азотистих речовин добиралась в межах співвідношення С/N = 20 — 25.
Для досліду брали: сухий кормовий лізин (Трипільський завод); сухі кормові дріжджі
(Сторонібабський спиртзавод, Львівська область); сухі медичні пивні дріжджі (ФС 42-654-72);
вологі хлібопекарські дріжджі (W = 75%). Концентрація цих речовин у ферментаційному
середовищі становила від 0,5 до 3,5%. Контрольне середовище мало такий склад, %:
• соєве борошно — 0,9;
• кукурудзяний екстракт — 0,4 (за сухими речовинами);
• БВК −0,6;
• K2HPO4 — 0,05;
• СаСО3 — 0,4.
Приведені у табл.1 результати досліджень свідчать про те, що рівноцінною заміною
БВК можуть бути як сухі пивні дріжджі, так і кормовий лізин.
При використанні у складі ферментаційного середовища кормового лізину розрахунок
потрібно проводити на вміст чистого лізину, адже в концентрації вище 0,2% він викликає
пригнічення біосинтезу.
Важливим моментом у виробництві препаратів на основі авермектинів є стадія
вилучення авермектинів з клітини шляхом екстракції, оскільки ці речовини — ендогенні
метаболіти. Нами вивчався вплив органічних розчинників (у воді авермектини не
розчиняються) на якість проходження екстракції, а також вплив тривалості процесу на
глибину вилучення авермектинів. В результаті проведених досліджень було визначено, що
для ацетону та етанолу оптимальною є 3-х годинна екстракція, так як саме за цей період
вилучається максимальна кількість u1072 авермектинів. Для етилацетату та бутанолу оптимальною є добова екстракція.
Висновок: Авермектини — речовини біологічного походження з антипаразитарним
спектром дії, які є екологічно безпечними як для ґрунту, так і для рослин, тварин і людей.
Актуальною є тема розробки технології отримання препаратів на основі авермектинів в Україні.